# Dabogtinga
Dabogtinga är en ort i Burkina Faso.   Den ligger i regionen Centre-Sud, i den centrala delen av landet, 50 km söder om huvudstaden Ouagadougou. Dabogtinga ligger 333 meter över havet och antalet invånare är 1 109.
Terrängen runt Dabogtinga är platt. Närmaste större samhälle är Tuili, 19,7 km nordost om Dabogtinga.
Omgivningarna runt Dabogtinga är en mosaik av jordbruksmark och naturlig växtlighet. Runt Dabogtinga är det ganska tätbefolkat, med 120 invånare per kvadratkilometer.